# 1996 Adams
1996 Adams là một tiểu hành tinh được phát hiện ngày ở Đài thiên văn Goethe Link gần Brooklyn, Indiana bởi Chương trình tiểu hành tinh Indiana. Nó được đặt tên cho John Couch Adams.